# 美国榆
美国榆（学名：Ulmus americana），或譯美洲榆，为榆科榆属下的一种原產於北美洲東部的喬木。這種樹特別耐寒，可忍受低至零下42攝氏度的低溫，而其壽命也可達數百年。

## 扩展阅读
- 維基物種上的相關：美国榆